# Польское историческое общество
Польское историческое общество (пол. Polskie Towarzystwo Historyczne) — научное общество польских историков. Объединяет профессиональных историков и любителей истории.

## История

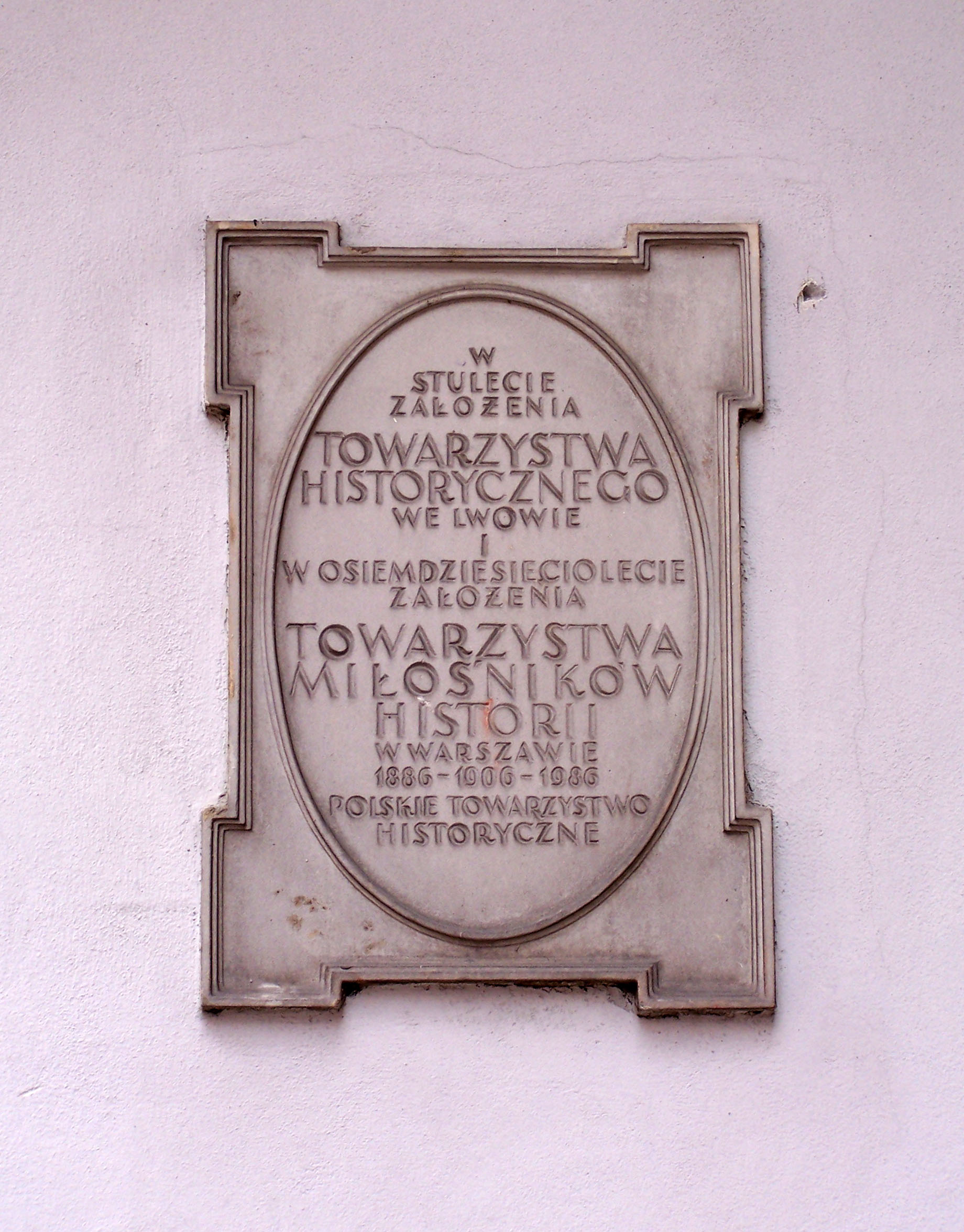
Мемориальная плита, посвящённая 100-летию со дня создания общества и 80-летию его варшавского филиала (Рынок Старого Города в Варшаве).

Общество возникло в 1886 году во Львове по инициативе Ксаверия Лиске. Это первая польская организация, занимающаяся изучением истории, до 1924 год функционировала под названием: «Историческое общество во Львове» (пол. Towarzystwo Historyczne we Lwowie), с 1924 г. — под нынешним названием.
Сначала общество функционировало только в Королевстве Галиции и Лодомерии, кроме центра во Львове с 1913 года существовал филиал в Кракове. В результате реорганизации с 1925 года общество расширило деятельность на целое польское государство и «охватило всю историческую науку Польши», одновременно варшавское Общество любителей истории превратилось в автономный филиал. Затем были созданы филиалы в Познани — 1925, Вильнюсе — 1925,  Лодзи — 1927, Люблине — 1927, Станиславе — 1927. Позднее возникли очередные филиалы в других городах. После Второй мировой войны административный центр общества перенесли сначала в Краков, а с 28 сентября 1947 года — в Варшаву. В 1947 г. в филиал реорганизовали Вроцлавское общество любителей истории.
Председателями общества в разное время были видные учёные, в т. ч. Ксаверий Лиске (1886—1891), Станислав Закшевский (1923—1932 и 1934—1936), Францишек Буяк (1932-1933 и 1936-1937), Владислав Конопчинский (1947), Тадеуш Мантойфель (1950—1953), Станислав Гербст (1956—1973), Хенрик Самсонович (1978—1982).

## Труды общества

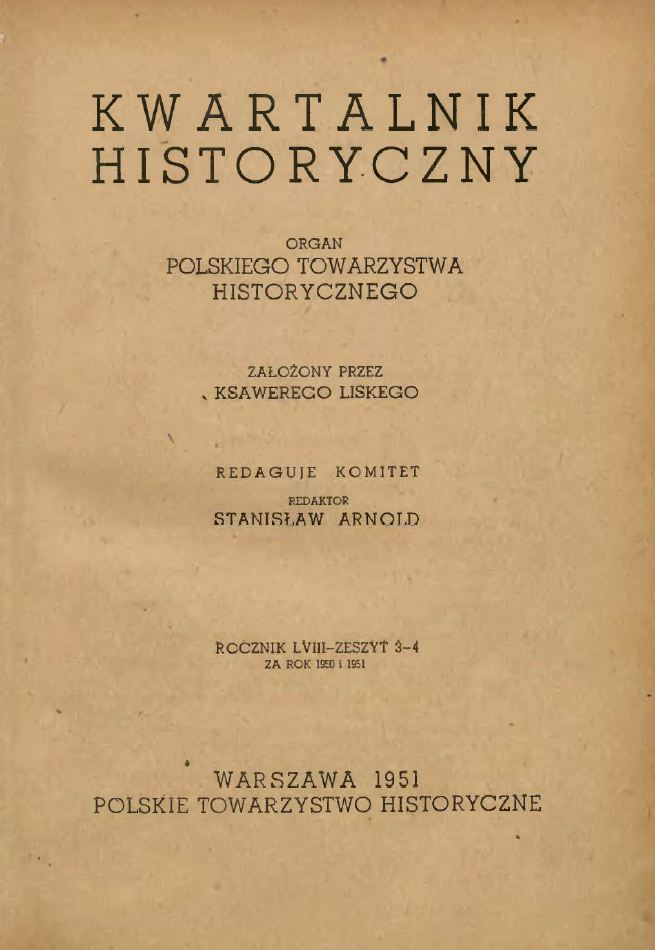
Печатный орган общества — «Исторический ежеквартальник» («Kwartalnik Historyczny»).

Первым (с 1887 года) печатным органом общества был «Kwartalnik Historyczny» («Исторический ежеквартальник»). 
Современные результаты исследовательской работы членов общества представлены также в нескольких региональных научных журналах, издаваемых филиалами общества — в т. ч. «Przegląd Historyczny» («Исторический обзор»), «Czasy Nowożytne» («Раннее Новое время»), «Pamiętnik Cieszyński» («Цешинские мемуары»), «Rocznik Kaliski» («Калишский ежегодник»), «Rocznik Lubelski» («Люблинский ежегодник»), «Rocznik Łódzki» («Лодзинский ежегодник»), «Rocznik Sądecki» («Сонченский ежегодник»), «Ziemia Kujawska» («Куявская земля»). 
Кроме этого общество публикует журнал для учителей истории «Wiadomości Historyczne» («Исторические известия») и исторический научно-популярный журнал «Mówią Wieki» («Говорят столетия»).